# Xã Aurdal, Quận Otter Tail, Minnesota
Xã Aurdal (tiếng Anh: Aurdal Township) là một xã thuộc quận Otter Tail, tiểu bang Minnesota, Hoa Kỳ. Năm 2010, dân số của xã này là 1.450 người.